# Årstjärnen, Norrbotten
Årstjärnen är en sjö i Munksund i Piteå kommun i Norrbotten och ingår i Alterälven-Piteälvens kustområde. Sjön är 5,6 meter djup, har en yta på 0,018 kvadratkilometer och befinner sig 1 meter över havet.